# Madonna: Like an Icon
Madonna: Like an Icon es una biografía de la autora británica Lucy O'Brien que relata la vida y obra de la cantante estadounidense Madonna. La editorial Bantam Press lo publicó en el Reino Unido el 27 de agosto de 2007, y el 30 de diciembre de 2008 en los Estados Unidos por HarperCollins. Madonna: Like an Icon narra la vida de la cantante desde su nacimiento, hasta el lanzamiento de su undécimo álbum de estudio, Hard Candy, en 2008. En un principio crítica de su obra, O'Brien se volvió admiradora de la intérprete luego de verla presentarse en televisión para el The Virgin Tour, en 1985. Desde ese entonces, siguió bien de cerca su carrera, visitó sus giras musicales y coleccionó revistas, entrevistas y álbumes.
Cuando finalmente decidió escribir una biografía sobre Madonna en el año 2005, la autora quería que el libro se centrara más en su contribución a la música, en lugar de ahondar demasiado en su vida personal, a diferencia de otros biógrafos de la artista. De esta manera, entrevistó a bailarines, coreógrafos, músicos y productores que trabajaron con Madonna. Sin embargo, esta decisión le valió comentarios variados por parte de la prensa, luego de que el libro fuese puesto a la venta; la mayoría de los periodistas acordaron en que el énfasis exagerado en la discografía de la cantante era innecesario, y explorar más su vida personal habría hecho a la biografía más convincente.

## Resumen
La biografía se divide en tres partes. La primera, llamada Baptism —«Bautismo»—, habla sobre el nacimiento de Madonna en Detroit (Míchigan), su infancia, su época en Nueva York y su título de danza, además de comentar en detalle el lanzamiento de sus tres primeros discos —Madonna (1983), Like a Virgin (1984) y True Blue (1986)—, su matrimonio con el actor Sean Penn y su incursión en el cine. La segunda parte, titulada Confession —«Confesión»— inicia desde la era Like a Prayer (1989) en adelante, donde se convierte en una estrella mundial. Continúa con la publicación del coffee table book erótico Sex (1992) y los subsecuentes fracasos comerciales que enfrentó. La última parte, Absolution —«Absolución»—, relata el nacimiento de la hija de Madonna, Lourdes Leon, el lanzamiento de Ray of Light (1998) y los cuatro álbumes de estudio siguientes, sus giras musicales, su matrimonio con el director británico Guy Ritchie y la controversia que rodeó la adopción de un hijo en Malaui. Finaliza con la publicación del álbum Hard Candy (2008) y la llegada de la cantante a los cincuenta años.

## Antecedentes y escritura

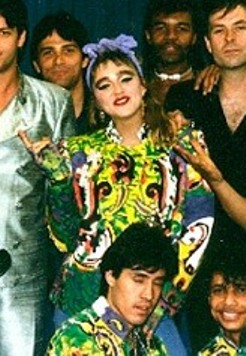
O'Brien se interesó por Madonna luego de verla presentarse en televisión durante la gira The Virgin Tour, en 1985.

Lucy O'Brien empezó a interesarse por Madonna en 1985, cuando la vio presentarse en televisión durante la gira The Virgin Tour. Previamente, pensó que era «ese [tipo] de muñeca pop cursi en lycra, retorciéndose en una góndola veneciana para el vídeo de "Like a Virgin"». Sin embargo, The Virgin Tour cambió su opinión y para cuando se estrenó la película Desperately Seeking Susan (1985), O'Brien confesó que le había ganado su admiración. La autora había admirado la falta de miedo de Madonna y su capacidad para incorporar la cultura alternativa y la sexualidad en su trabajo.
En 2005, O'Brien comenzó a escribir un libro sobre la intérprete que pudiera centrarse en su vida y obra, puesto que se acercaba a la edad de cincuenta. Creyó que el público estaba ansioso por conocer a la verdadera Madonna, por lo que se concentró en descubrirla; según ella: «el popular estereotipo negativo sobre la artista es la de una manipuladora rompepelotas [sic] y hambrienta de publicidad, mientras que para muchas mujeres ella es un ejemplo de feminismo. Siempre he encontrado su trabajo claro y autobiográfico, pero su personalidad compleja y sumamente variable». También mencionó sobre la cantante:

El estilo de Madonna es polémico [y] su ambición desenfrenada, pero constantemente convierte su vida de manera compulsiva en arte pop fascinante. Como su antiguo novio, Stephen Bray, dijo: «Su característica más eficaz era que ella te dominaba completamente y de alguna manera disfrutas de la experiencia». Madonna se ha convertido en una diosa de nuestra época y un ícono que todos hemos creado. Esa es su historia.

Sin embargo, debido a los estilos cambiantes que Madonna presentó, O'Brien estaba confundida en cuanto a cómo podía abordar la elaboración de la biografía, y se dio cuenta de que analizando su música era un método útil. De esta manera, entrevistó a bailarines, coreógrafos, músicos y productores que trabajaron con la artista. Mientras hablaba con ellos, la autora reflexionó sobre su propia infancia y adultez y encontró similitudes con Madonna: el haber nacido en una familia católica, tomar conciencia poco a poco del crecimiento del feminismo y la liberación gay y concebir dos hijos cuando tenía más de 40; en una cita del libro, declara: «Mirando fotos de Madonna abrazando a Lola me recuerda a mi hija y pienso en lo que su niñez significa para mí». Continuó buscando dos imágenes austeras de la solista como su «búsqueda de Madonna [que se] volvió irritante»; señaló: «Estaba la mujer que fue cruel por avanzar, y estaba la mujer que nunca había visto antes, dulce, infantil y encantadora».

## Publicación y recepción

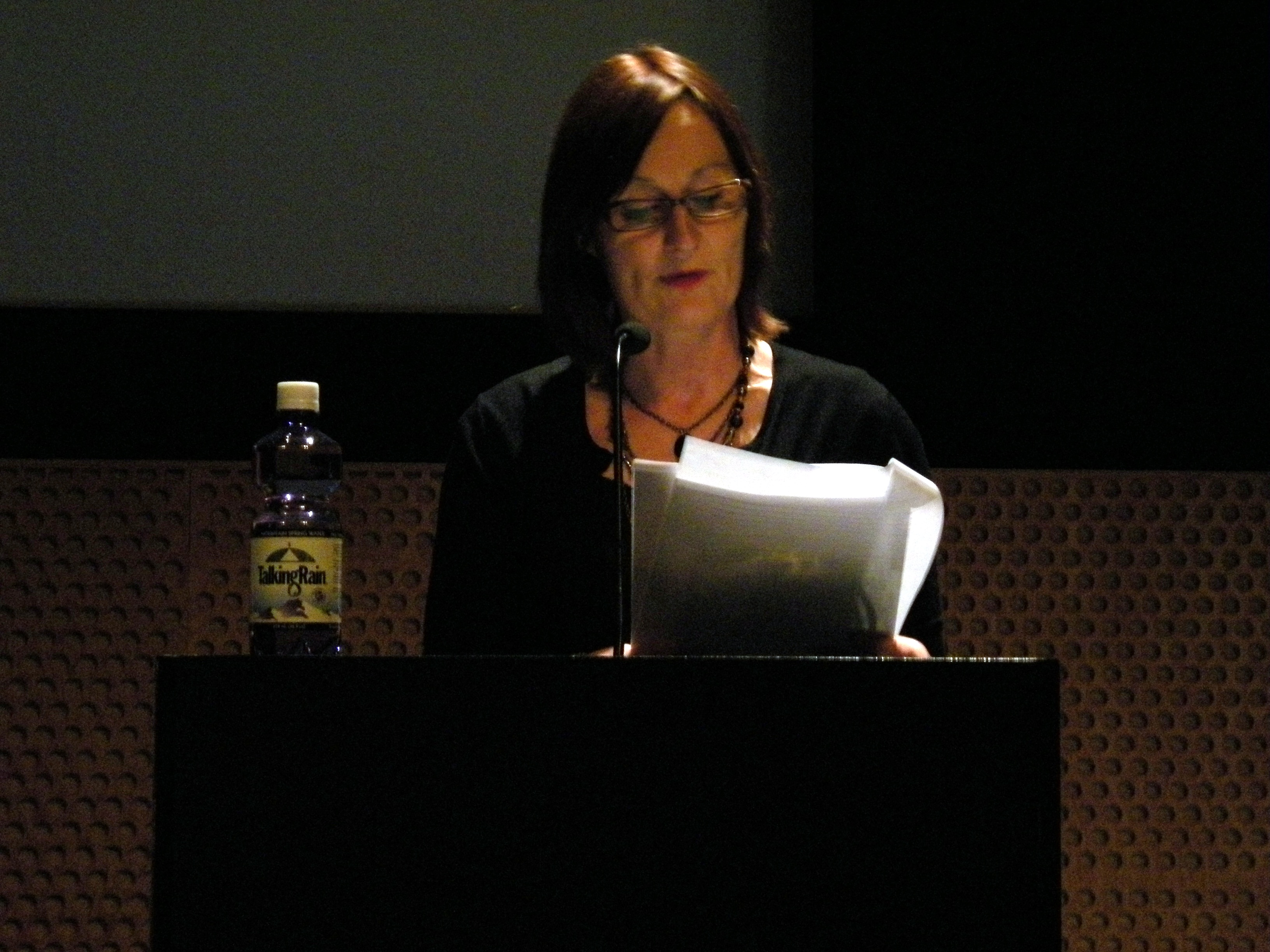
O'Brien fue criticada en Madonna: Like an Icon por enfocarse más en los álbumes de la cantante que en su vida personal.

La editorial Bantam Press publicó Madonna: Like an Icon en el Reino Unido el 27 de agosto de 2007, en los formatos de tapa dura y blanda. Holly MacDonald diseñó la portada del libro cuya imagen es de Madonna en el año 2002, durante el estreno de su película Swept Away. En los Estados Unidos, se puso a la venta el 6 de noviembre de 2007 por HarperCollins en tapa dura, y un año después, el 30 de diciembre de 2008, estuvo disponible en tapa blanda bajo la misma editorial. Luego de su lanzamiento, obtuvo reseñas variadas por parte de la prensa. Sarah Churchwell, del periódico The Guardian, criticó que la autora haya afirmado ser la «biografía definitiva» de Madonna, y consideró que no ha hecho que su trabajo sea más fácil. Aunado a ello, expresó que mientras algunos podrían encontrar las reflexiones personales de O'Brien en el libro «conmovedoras y confortables», otros las sentirían «presuntuosas y excesivas». De la misma manera, Lynn Barber, del Daily Telegraph, le otorgó un comentario negativo y reprobó la comparación de la vida de O'Brien con la de Madonna, a la vez que confirmaba que An Intimate Biography (2001), escrita por J. Randy Taraborrelli, era mucho mejor que Like an Icon. Un aspecto que sí reconoció el crítico fue la información sobre la infancia de la intérprete y una visión detallada de su familia. Al final, mencionó que «sigue siendo una de las mujeres más fascinantes de nuestro tiempo, pero no, por desgracia, en este reporte ordinario».
Un punto criticado en el libro fueron los comentarios extendidos de O'Brien sobre el proceso de grabación de los discos de Madonna. Así, Barber no comprendió por qué el énfasis excesivo se hizo hincapié en los álbumes de la artista y omitió detalles sobre su vida personal. Churchwell comentó que «cualquiera que esté lo suficientemente interesado en Madonna para leer una biografía de ella está probablemente familiarizado con, al menos, algo de su música, y en la lectura de una biografía, esta persona hipotética probablemente espera aprender más sobre la vida de Madonna, "detrás de escenas"». Sin embargo, juzgó a la autora por tomar esa metáfora «demasiado literal», ya que la mayor parte del libro la pasa «entre bastidores y en el estudio de grabación», aunque recalcó que es probablemente donde la mayoría de sus lectores quiere pasar su tiempo. Como ejemplo de esto, citó el excesivo análisis sobre el matrimonio de la cantante con Sean Penn y el contenido del álbum Like a Prayer, y los pocos comentarios sobre su relación con Warren Beatty o Vanilla Ice, que duró varios meses y atrajo la atención de los medios, o el vínculo con sus amigos y familiares, «que no dan mucho testimonio». Finalmente, Churchwell concluyó su reseña diciendo: «Entre las muchas afirmaciones hiperbólicas para esta biografía en el comunicado de prensa, quizá lo más lamentable es la promesa que "esto es lo más próximo de que sin dudas se acercará a la autobiografía de Madonna". [...] Este libro, capaz e inteligente su escritora, es probablemente lo más lejano que dispondrás de la autobiografía de Madonna».
Por último, en una opinión más positiva, Ken Barnes de USA Today señaló que los acontecimientos importantes en la vida de Madonna se repitieron a lo largo de la obra, y elogió la forma de escribir de O'Brien, especialmente en las secciones donde relata la muerte de la madre de la cantante, como así también el análisis minucioso del proceso de grabación de los álbumes y el desarrollo de sus giras musicales. Además, observó que la biografía en general parecía muy familiar, «quizá sea porque desde que alcanzó el centro de la cultura de masas en 1983 con "Holiday" y se apropió de ella por completo al año siguiente con "Like a Virgin" y "Material Girl", Madonna, ahora de 49 años, ha vivido su vida en público como otros pocos artistas». Finalizó: «¿Una propuesta provocadora? Definitivamente. ¿Un poco extremada? Quizá. No hay manera de comprobarlo hasta que Madonna finalmente decida contar su propia historia y que, tan detallada y bien argumentada como puede ser esta biografía, es lo que nosotros aún estamos careciendo».

## Historial de lanzamientos
| País           | Fecha                   | Formato     | Ref.        |
| -------------- | ----------------------- | ----------- | ----------- |
| Reino Unido    | 27 de agosto de 2007    | Tapa dura   | [ 6 ] [ 7 ] |
| Reino Unido    | 27 de agosto de 2007    | Tapa blanda | [ 6 ] [ 7 ] |
| Estados Unidos | 6 de noviembre de 2007  | Tapa dura   | [ 8 ]       |
| Estados Unidos | 30 de diciembre de 2008 | Tapa blanda | [ 9 ]       |